# Dreambox
Dreambox är en digital-tv-box, en så kallad set-top-box, som drivs med fri programvara. Programvaran kan hantera kort från olika leverantörer och en dreambox ersätter därför behovet av flera olika TV-boxar från de olika operatörerna. Dreamboxens operativsystem är en särskilt anpassad version av GNU/Linux och källkoden finns därför tillgänglig för den grundläggande programvaran. Ett annat användningsområde för denna typ av box är så kallad kortdelning, där man hämtar koder från en enhet som vidaresänder dessa från ett originalprogramkort. Den vidaresändande enheten kan till exempel vara en annan box i samma fastighet eller en helt fristående tredje part. Bild och ljud hämtas däremot från den egna parabolen eller kabelnätet, precis som när man har ett eget programkort, vilket gör att datamängden som skickas mellan dreambox och cardserver är mycket liten eftersom endast koderna skickas. Kortdelning kan vara olagligt enligt svensk lagstiftning om den används till brott mot upphovsrätten.

## Modeller
| DM                 | 7000              | 56x0         | 500(+)      | 500HD                | 600                                            | 7020                   | 7020HD                            | 7025(+)           | 800HD                | 800HD se                       | 8000HD PVR                       | 100     |
| ------------------ | ----------------- | ------------ | ----------- | -------------------- | ---------------------------------------------- | ---------------------- | --------------------------------- | ----------------- | -------------------- | ------------------------------ | -------------------------------- | ------- |
| Tillgänglighet     | Har upphört       | Tillgänglig  | Tillgänglig | Tillgänglig          | Tillgänglig                                    | Tillgänglig            | 7025+ tillgänglig                 | Tillgänglig       | Tillgänglig          | Har upphört                    | Tillgänglig                      |         |
| Produktion         | 2003–             | 2003-        | 2006–       | 2010–                | 2007–                                          | 2005–                  | 2010-                             | 2005–             | 2008–                | 2010-                          | 2009–2012                        | 2007–   |
| SoC                | STB04500          | STB04500     | STBx25xx    | BCM7405              | STBx25xx                                       | STB04500               |                                   | Xilleon 226       | BCM7401              | BCM7405                        | BCM7400                          | ST510x  |
| CPU typ            | PPC               | PPC          | PPC         | MIPS                 | PPC                                            | PPC                    | MIPS                              | MIPS              | MIPS                 | MIPS                           | MIPS                             | ?       |
| CPU (MHz)          | 252               | 252          | 252         | 400                  | 252                                            | 252                    | 400                               | 300               | 300                  | 400                            | 400                              | ?       |
| RAM (MB)           | 64                | 64           | 32 (96)     | 256                  | 96                                             | 96                     | 256                               | 128               | 256                  | 256                            | 256                              | 256     |
| Flash (MB)         | 8                 | 8            | 8 (32)      | 64                   | 32                                             | 32                     | 64                                | 32                | 64                   | 64                             | 128                              | 64      |
| Flash typ          | NOR               | NOR          | NOR (NAND)  | NAND                 | NAND                                           | NAND                   | NAND                              | NAND              | NAND                 | NAND                           | NAND                             | ?       |
| Operativsystem     | Enigma1           | Enigma1      | Enigma1     | Enigma2              | Enigma1                                        | Enigma1 Enigma2 (beta) | Enigma2                           | Enigma2           | Enigma2              | Enigma2                        | Enigma2                          | ST OS   |
| DVB                | 1 × S             | 1 × S        | 1 × S/C/T   | 1 × S2               | 1 × S/C/T                                      | 1 × S                  | 1 × S2 (alternativt 2x DVB-S/C/T) | 2 × S/C/T         | S+S2/C/T             | 1 × S/C/T                      | 2 × S+S2 (alternativt 2 × S/C/T) | 1 × S   |
| HDTV               | Nej               | Nej          | Nej         | Ja                   | Nej                                            | Nej                    | Ja                                | Nej               | Ja                   | Ja                             | Ja                               | Nej     |
| CI-gränssnitt      | 1                 | 2            | 0           | 0                    | 0                                              | 1                      | 2                                 | 1                 | 0                    | 0                              | 4                                | 0       |
| Compact Flash      | 1                 | 0            | 0           | 0                    | 0                                              | 1                      | 1                                 | 1                 | 0                    | 0                              | Ja                               | 0       |
| Smart card         | 2                 | 1            | 1           | 1                    | 1                                              | 2                      | 2                                 | 2                 | 1                    | 2                              | 2                                | 1       |
| USB                | 1 x 1.1           | Nej          | Nej         | Nej                  | Nej                                            | 1 x 1.1                | 3 x 2.0 + 1 x Service Mini-USB    | 1 x 1.1           | 2 x 2.0              | 2 x 2.0 + 1 x Service Mini-USB | 3 x 2.0                          | 1 x 1.1 |
| RS232              | Ja                | Nej          | Ja          | MiniUSB              | Ja                                             | Ja                     | Nej                               | Ja                | Ja                   | Nej                            | Ja                               | Ja      |
| LAN (Mbit/s)       | 100               | 100 (DM5620) | 100         | 100                  | 100                                            | 100                    | 10/100                            | 100               | 100                  | 100                            | 100                              | 100     |
| HDD                | 3,5 tum           | Nej          | Nej         | eSATA                | 2,5 tum                                        | 3,5 tum                | 3,5 tum + eSATA                   | 3,5 tum           | 2,5 tum, eSATA       | 2,5 tum, eSATA                 | 3,5 tum och DVD                  | Nej     |
| ATA                | parallellkoppling | Nej          | Nej         | seriekoppling        | parallellkoppling                              | parallellkoppling      | seriekoppling                     | parallellkoppling | seriekoppling        | seriekoppling                  | seriekoppling                    | Nej     |
| RF-kopplare        | Nej               | Ja           | Nej         | Nej                  | Nej                                            | Ja                     | Nej                               | Ja                | Nej                  | Nej                            | Nej                              | Nej     |
| SCART              | 2                 | 2            | 1           | 1                    | 1                                              | 2                      | 2                                 | 2                 | 1                    | 1                              | 2                                | 1       |
| HDMI / HDCP        | 0 / -             | 0 / -        | 0 / -       | 1 / -                | 0 / -                                          | 0 / -                  | 1 / -                             | 0 / -             | 0 / -                | 1 / -                          | ** / -                           | 0 / -   |
| DVI                | 0                 | 0            | 0           | 0                    | 0                                              | 0                      | 0                                 | 0                 | 1**                  | 0                              | 1**                              | 0       |
| Display            | LCD               | LCD          | Nej         | Nej                  | Nej                                            | LCD                    | OLED                              | OLED              | OLED                 | multifärgad OLED               | OLED                             | Nej     |
| LNB pass-through   | Ja                | Ja           | Ja          | Nej                  | Ja                                             | Ja                     |                                   | Ja                | Ja                   | Nej                            | Nej                              | Ja      |
| andra kopplingsdon |                   |              |             | optisk S/PDIF, Modem | optisk S/PDIF, Modem, S-Video, RCA audio/video |                        | optisk S/PDIF, Modem,             |                   | optisk S/PDIF, Modem | optisk S/PDIF, Modem           | optisk S/PDIF, Modem             |         |

- **HDMI via DVI till HDMI adapter vilket ingår.

Det finns ett antal olika typer av Dreambox-mottagare, dessa kan i sin tur delas in i en enklare och en mer avancerad modellserie:
Källa : Svenska www.Dreambox.se

### Enkla modeller
De enkla modellerna har ingång för sat-signal, ljud ut, serial- och nätverksport. Dock endast en kortläsare.
- DM500+ - Fysiskt minsta boxen. Uppdaterad variant av DM500S för satellit-TV (DVB-S), (Canal Digital, Viasat).
- DM600 PVR - Uppföljaren till DM500 i en liten låda. Bland förändringarna märks möjlighet att montera en 2,5" hårddisk med IDE-anslutning i lådan och en (1) utbytbar mottagarenhet för kabel-TV, marksänt eller satellit (medföljer).
- DM800HD PVR - Den största nyheten är att den har HDTV- stöd. De andra förändringen är att den också har en DVI-utgång och två stycken USB 2.0 portar, samt en OLED-diplay på framsidan som visar t.ex. kanalnamn och EPG-information. Även i denna modell kan man montera en 2,5" hårddisk med SATA-anslutning och byta mottagarenheten för kabel-TV, marksänt och satellit (medföljer).
- DM100S - Samma specificationer som DM500S, skillnaden är att den är fysiskt ännu mindre.

### Avancerade modeller
De avancerad modellerna har även port för USB v1.1 och plats/gränssnitt för en IDE-hårddisk inne i lådan.
- DM7020S - Uppdaterad variant av DM7000 som var den ursprungliga stora Dreamboxen, endast för DVB-S (Satellit)
- DM7025 - Uppdaterad DM7020. Den stora nyheten är att dess mottagare inte är fastlödda utan utbytbara, så man kan själv välja att köpa till och installera en eller två mottagare för markbunden (DVB-T) eller kabelbaserad (DVB-C) digital-tv. Två mottagare för satellitbaserad (DVB-S) följer med vid köp. Det är även möjligt att kombinera mottagare för olika sändningstyper.

- DM8000HD PVR - Avancerad kommande box med HDTV- stöd och ev inbyggd DVD-brännare.

### Tidigare modeller
- DM5600s/DM5620s - Den ursprungliga Dreamboxen för satellitmottagning, baserad på en Nokia-modell som försågs med Linuxbaserad firmware. Ej längre i produktion.
- DM500S - Fysiskt mindre och uppdaterad variant av 56xx för satellit-TV (DVB-S), (Canal Digital, Viasat).
- DM500T - Variant av DM500 för markbunden digital-TV (Terrestrial, DVB-T), (Boxer).
- DM500C - Variant av DM500 för digitala kabel-TV-nät (Com Hem).
- DM7000S - Ursprungliga stora Dreamboxen, endast för DVB-S (Satellit)